# Salmanlı
Salmanlı är en ort i Azerbajdzjan.   Den ligger i distriktet Saljan, i den sydöstra delen av landet, 110 km sydväst om huvudstaden Baku. Antalet invånare är 765.
Terrängen runt Salmanlı är mycket platt. Närmaste större samhälle är Salyan, 10,8 km söder om Salmanlı.
Trakten runt Salmanlı består till största delen av jordbruksmark. Runt Salmanlı är det ganska tätbefolkat, med 52 invånare per kvadratkilometer.